# Kreis Alba

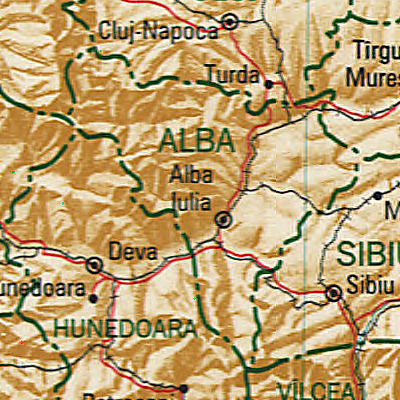
Karte des Kreises Alba

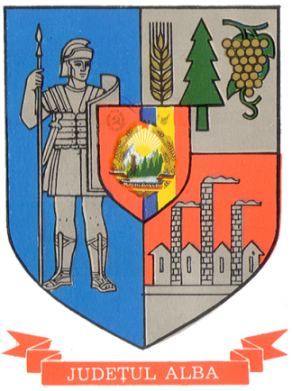
Wappen des Kreises Alba, zur Zeit des Realsozialismus

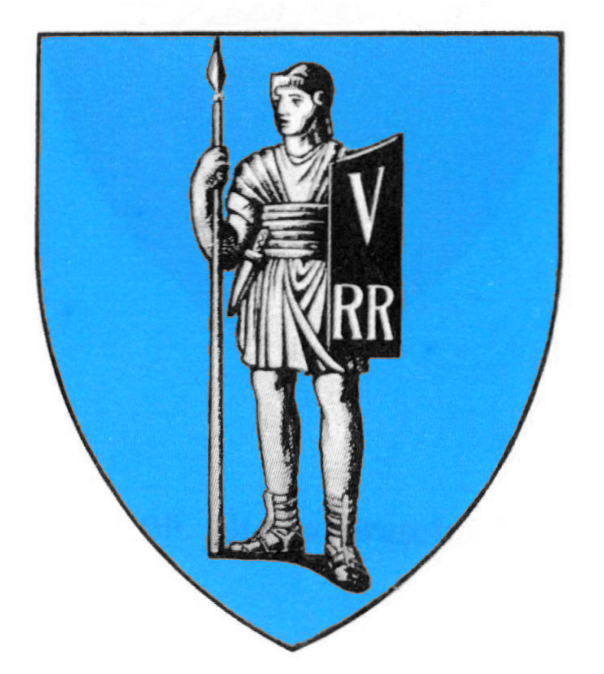
Wappen des Kreises Alba, in der Zwischenkriegszeit

Alba ist ein rumänischer Kreis (rumänisch Județ) in der Region Siebenbürgen mit der Kreishauptstadt Alba Iulia (deutsch Karlsburg). Seine gängige Abkürzung und das Kfz-Kennzeichen sind AB.
Der Kreis Alba grenzt im Norden an den Kreis Cluj, im Nordosten an den Kreis Mureș, im Osten sowie Südosten an den Kreis Sibiu, im Süden an den Kreis Vâlcea, im Westen sowie Südwesten an den Kreis Hunedoara und im Nordwesten an die Kreise Arad und Bihor.

## Bevölkerung
Die Einwohnerzahl einiger Ethnien im Kreis Alba entwickelte sich ab 1930 wie folgt:
| Jahr | Einwohner | Rumänen | Ungarn | Deutsche | Roma   | Ukrainer | Serben | Juden |
| ---- | --------- | ------- | ------ | -------- | ------ | -------- | ------ | ----- |
| 1930 | 346.582   | 285.152 | 33.271 | 16.918   | 6.722  | 833      | 3.808  | 3.400 |
| 1956 | 370.800   | 322.028 | 27.602 | 12.726   | 6.988  | 16       | 13     | 1.015 |
| 1966 | 382.786   | 339.545 | 26.989 | 12.823   | 2.811  | 35       | 25     | 267   |
| 1977 | 409.634   | 360.704 | 27.196 | 12.321   | 8.979  | 29       | 29     | 134   |
| 1992 | 413.919   | 372.951 | 24.765 | 3.243    | 12.661 | 39       | 15     | 48    |
| 2002 | 382.747   | 346.059 | 20.684 | 1.311    | 14.306 | 39       | 8      | 27    |
| 2011 | 342.376   | 291.850 | 14.849 | 728      | 14.292 | 17       | 2      | 20    |
| 2021 | 325.941   | 268.753 | 11.491 | 544      | 13.041 | 19       | 3      | 14    |

## Geographie
Der Kreis hat eine Gesamtfläche von 6242 km², dies entspricht 2,62 % der Fläche Rumäniens und ist somit der sechzehntgrößte Kreis (von 41 Kreisen) Rumäniens.
Der Kreis Alba umfasst den Südosten des Apuseni-Gebirges (Munții Apuseni) und den Westen des Siebenbürgischen Beckens (Podișul Transilvaniei). Das Gebiet im Südosten des Kreises Alba liegt im Zekesch-Hochland (Podișul Secașelor), der Süden im Șureanu-Gebirge (Mühlbacher Gebirge) mit den Gipfeln Vârful lui Pătru (2130 m ü. NN) und Șureanu (2059 m) sowie im historischen Unterwald. Das westliche Territorium des Kreises liegt im Siebenbürgische Erzgebirge (Munții Metaliferi) und der Nordwesten im Bihor-Gebirge (im historischen Motzenland).
Der größte Fluss ist der Mureș (Mieresch), er durchquert aus Nordost in südwestliche Richtung den Kreis. Die Flüsse Abrud, Ampoi, Arieș, Galda, Geoagiu, Poșaga u. a. liegen in der nordwestlichen Hälfte; die Flüsse Cugir, Târnava (Kokel) mit den beiden Quellflüssen Târnava Mare und Târnava Mică, Sebeș (Mühlbach), Secaș (Zufluss der Târnava) u. a. befinden sich in der südöstlichen Hälfte des Kreises Alba.
Die größten Seen des Kreises sind die Stauseen Oașa und Tău, mit einer Fläche von 4,53 km² bzw. 75 ha, beide an der Drum național 67C auf dem Gebiet der Gemeinde Șugag gelegen. Der nächstgroße ist der See Ighiel (3,20 ha) auf dem Territorium der Gemeinde Ighiu, gefolgt vom Stausee Tăul Mare (2,50 ha) auf dem Gebiet der Gemeinde Roșia Montană.

## Verkehr
Die Fernstraßen (Drum european) auf dem Gebiet des Kreises Alba sind die:
- Europastraße 68 von Szeged (Ungarn) über Sebeș nach Brașov
- Europastraße 81 von Satu Mare über Aiud–Teiuș–Alba Iulia–Sebeș nach Bukarest.

Die Nationalstraßen (Drum național) auf dem Territorium des Kreises sind die:
- Drum național 14B von Copșa Mică (Kr. Sibiu) über Blaj nach Teiuș.
- Drum național 67C – der sog. Transalpina oder der „Königs-Weg“ (Drumul Regelui) nur teilweise asphaltiert – von Sebeș (ist beim Pasul Urdele (2.145 m) die höchstgelegene Nationalstraße Rumäniens in den Transsilvanischen Alpen) nach Novaci (Kr. Gorj)
- Drum național 74 von Alba Iulia, über Zlatna–Abrud nach Brad (Kr. Arad, teilweise nicht asphaltiert).
- Drum național 74A von Câmpeni nach Abrud.
- Drum național 75 von Turda (Kr. Cluj), über Câmpeni nach Ștei (Kr. Bihor)

Die Bahnstrecken auf dem Territorium des Kreises Alba sind die:
- Bahnstrecke Alba Iulia–Târgu Mureș
- Bahnstrecke Alba Iulia–Zlatna (ist eine Nebenbahn)
- Bahnstrecke Arad–Alba Iulia
- Bahnstrecke Sibiu–Vințu de Jos
- Bahnstrecke Șibot–Cugir (ist eine Nebenbahn)
- Bahnstrecke Teiuș–Brașov
- Kleinbahn Turda–Abrud, 93 Kilometer lang, wurde 1912 in Betrieb genommen und 1998 stillgelegt.

## Städte und Gemeinden

### Status der Ortschaften
Der Kreis Alba besteht aus offiziell 719 Ortschaften. Davon haben 11 den Status einer Stadt, 67 den einer Gemeinde. Die übrigen sind administrativ den Städten und Gemeinden zugeordnet.

### Größte Orte
| Stadt/Gemeinde                                 | Einwohner |
| ---------------------------------------------- | --------- |
| Alba Iulia (dt. Karlsburg, ung. Gyulafehérvár) | 64.227    |
| Sebeș (dt. Mühlbach, ung. Szászsebes)          | 26.490    |
| Aiud (dt. Straßburg, ung. Nagyenyed)           | 21.307    |
| Cugir (dt. Kudschir, ung. Kudzsir)             | 19.473    |
| Blaj (dt. Blasendorf, ung. Balázsfalva)        | 17.816    |
| Ocna Mureș (dt. Miereschhall, ung. Marosújvár) | 12.480    |
| Zlatna (dt. Klein Schlatten, ung. Zalatna)     | 06.652    |
| Câmpeni (dt. Topesdorf, ung. Topánfalva)       | 06.569    |
| Ighiu (dt. Grabendorf, ung. Magyarigen)        | 06.543    |
| Teiuș (dt. Dreikirchen, ung. Tövis)            | 06.308    |
| Săsciori (dt. Schweis, ung. Szászcsór)         | 05.820    |
| Jidvei (dt. Seiden, ung. Zsidve)               | 05.020    |
| Vințu de Jos (dt. Unterwintz, ung. Alvinc)     | 04.923    |
| Unirea (dt. Oberwinz, ung. Felvinc)            | 04.497    |
| Abrud (dt. Groß Schlatten, ung. Abrudbánya)    | 04.360    |
| (Stand: 1. Dezember 2021)                      |           |